# Austrocarabodes verrucatus
Austrocarabodes verrucatus är en kvalsterart som först beskrevs av Trägårdh 1931.  Austrocarabodes verrucatus ingår i släktet Austrocarabodes och familjen Carabodidae. Inga underarter finns listade.